# Geschiedenis van Appenzell Innerrhoden

Het wapen van Appenzell Innerrhoden

Dit artikel gaat over de geschiedenis van het kanton Appenzell Innerrhoden.

## De naam Appenzell
De naam Appenzell komt van het Latijnse abbatis cella, dat "Zelle des Abts" betekent.

## Van de vroegste geschiedenis tot de middeleeuwen
Voor zover bekend werd Appenzell in de prehistorie of Romeinse tijd niet permanent bewoond. Er zijn wel enkele schaarse vondsten gevonden van tijdelijke nederzettingen van jager-verzamelaars. Voorts is er een stenen bijl uit het Neolithicum (jonge steentijd) in Steckbach en een bronzen bijl uit de late bronstijd.

## Middeleeuwen
Pas in de 7e eeuw worden de eerste nederzettingen met name genoemd. Daarnaast worden de rivieren de Sitter en Necker (rivier) genoemd en diverse bergen, zoals de Säntis en de Sämtis. In de 8e eeuw stichtten de Alemannen diverse nederzettingen en dorpen. Er zijn graven van Alemannen gevonden. De nederzettingen vallen onder de invloed van het Klooster Sankt Gallen. De kerstening van wat we nu het kanton Appenzell. In 837 werd voor het eerst Herisau genoemd, in 921 Hundwil. Appenzell, de huidige hoofdstad van het halfkanton Appenzell Innerrhoden werd voor het eerst in een stichtingakte van de kerk in die plaats genoemd. De stad Appenzell werd toen nog Abbacella genoemd.
In de 9e eeuw kwam Appenzell aan het Frankische Rijk en in de 10e eeuw aan het Heilige Roomse Rijk.
De grote macht van het Klooster Sant Gallen dateert van 719 na Christus. Ene Tribun Waktram schonk toen landerijen en heerlijkheden met bijbehorende rechten aan abt Otmar van het klooster. Echter, niet al het land van Appenzell was in handen van de abten. Zij waren bang dat hun bezittingen in handen zouden vallen van andere landheren en daarom werden er onder toeziend oog van de abten diverse burchten, forten en kastelen gebouwd. Een van de bekendste kastelen was de in 1210 gebouwde vesting Clanx.
De bevolking van Appenzell en het kanton Sankt Gallen keerden zich in de 15e eeuw tegen de macht van de adel, geestelijkheid (in dit geval de macht van de vorst-abt van het Klooster Sankt Gallen) en de Habsburgers (het Oostenrijkse vorstengeslacht dat meestal de keizer van het Heilige Rooms Rijk leverde). In 1401 brak de zogenaamde Appenzeller Oorlog uit. De oorlog eindigde in 1429 in het voordeel van de opstandelingen en aan de heerlijke rechten van het klooster van Sankt Gallen kwam in theorie een einde. Toch bleven de Appenzellers tot in de 16e eeuw tienden afdragen.
Tijdens het conflict tussen Oostenrijk en het Eedgenootschap bleef Appenzell aanvankelijk neutraal, maar dit lukte niet. In 1411 kwam Appenzell onder bescherming van het Eedgenootschap te staan. Op 17 december 1513 trad Appenzell toe tot het Eedgenootschap.

## Reformatie

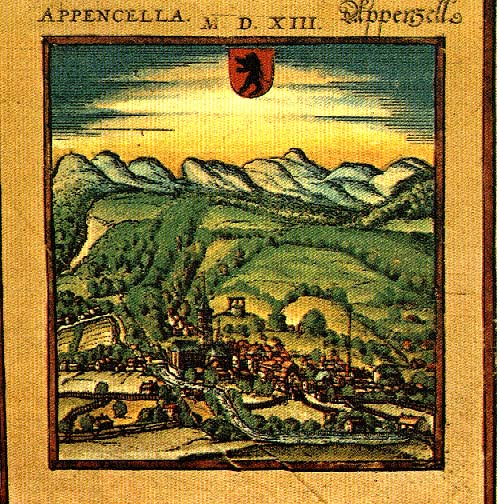
Appenzell, de hoofdstad van Appenzell Innerrhoden in 1513

Het kanton Appenzell behoorde tot het bisdom Kontstanz en viel onder het aartsdekenaat Thurgau en het dekenaat Sankt Gallen en bestond uit enkele parochies. Het religieuze leven stond op een hoog peil en veel Appenzellers waren aangesloten bij een derde orde.
Omstreeks 1522 vinden de ideeën van de Reformatie haar doorgang in Appenzell. Eerste aanhangers van de Reformatie waren mensen als Johannes Dörig, Jakob Schurtanner, Walter Klarer, Matthias Kessler, Pelagius Amstein en Johannes Hess. De meeste protestanten bevonden zich in gebied dat thans het halfkanton Appenzell Ausserrhoden omvat. Naast het gereformeerd protestantisme, bleken ook de ideeën van de Dopers veel aanhangers te hebben. In het gebied dat thans het halfkanton Appenzell Innerrhoden omvat bleef het Rooms-Katholicisme overheersen. Men trachtte een wet in te voeren die de godsdienstvrijheid moest waarborgen (1523) maar deze kwam niet van de grond. Nog in de jaren '20 van de 16e eeuw werden de Dopers vervolgd, kort daarna liep de spanningen tussen Gereformeerden en Rooms-katholieken hoog op.
In het midden van de 16e eeuw begon er een Katholieke reformatie onder der Landammänner Joachim Meggeli, Bartholomäus Dähler, Johannes Heim von Heimen en Konrad Wysser.

### Het ontstaan van de halfkantons
De Tweede Kappeleroorlog (1531), die gewonnen werd door de rooms-katholieke kantons, verhinderde een complete victorie van de protestanten in Appenzell. Een oplossing voor het geloofsvraagstuk was evenwel nog niet gevonden. Later werd het kanton opgedeeld in diverse Protestantse en Katholieke gebieden, maar dit bleek op de lange duur geen echte oplossing. De Katholieke gebieden waren het machtigst en er werden van hieruit "Rekatholiseringsacties" ondernomen. Deze acties riepen ergernis op bij de protestanten. Nadat bemiddelingspogingen van de zijde van het Eedgenootschap waren mislukt, werd het kanton in 1597 verdeeld in een katholiek deel, het halfkanton Appenzell Innerrhoden en een protestants deel, het halfkanton Appenzell Ausserrhoden.

## Van de 16e eeuw tot de Franse tijd
Appenzell Innerrhoden werd een grotendeels aaneengesloten gebied, maar het tot Innerrhoden behorende district Oberegg kwam in Appenzell Ausserrhoden te liggen. Appenzell Innerrhoden werd verdeeld in vijf Rhoden (gemeenten), te weten Schwende, Rüte, Lehn, Schlatt en Gonten en de Halbrhoden Rinkenbach (bestaande uit Wies en Stechlenegg). Het eerder genoemde district Oberegg stond weliswaar onder rechtstreeks bestuur, maar in praktijk ontwikkelde zich er een vorm van zelfbestuur.
Eén keer per jaar kwam de Landsgemeinde bijeen. De Landsgemeinde, die nog steeds jaarlijks bijeen komt, bestaat uit kiesgerechtigde burgers van het kanton die de regering van het kanton kiezen, maar daarnaast over belangrijke kantonnale zaken beslissen. De Landsgemeinde is een vorm van oerdemocratie, vergelijkbaar met de Volksvergaderingen van Athene, in haar simpelste vorm.
Op het gebied van buitenlandse politiek verbond Appenzell Innerrhoden zich met de rooms-katholieke kantons en Spanje (1598). In 1600 trad het toe tot de Gouden Bond en in 1602 sloot het een verdrag met Frankrijk.
Veel Innerrhoders dienden (zonder speciaal verdrag) in het Nederlandse leger, het leger van Venetië en van de Pauselijke Staat. In het begin van de 17de eeuw behoorde Appenzell Innerrhoden nog tot de leidende katholieke kantons, maar in de tweede helft van de 17e eeuw, zeker na de Tweede Vilmergeroorlog (1712) nam de invloed van Innerrhoden binnen het verbond van katholieke kantons af.
In de 18e eeuw ontwikkelde Innerrhoden zich tot een samenleving van kleine boeren, wevers en wolspinners. Kortom een samenleving waarin huisnijverheid domineerde. Op politiek gebied trad er een verstarring op. Officieren die in den vreemde hadden gediend, kregen veel macht.

## Franse tijd
In een niet-stedelijke samenleving hadden de ideeën van de Verlichting weinig neerklank. In Appenzell Innerrhoden werden de ontwikkelingen in Frankrijk van na 1789 eerder met wantrouwen bekeken. In 1798 vielen de revolutionaire legers van Frankrijk het Eedgenootschap binnen. De Landammann, Karl Franz Bischofberger, werd afgezet en de Fransen voegden de kantons Appenzell Ausserrhoden en Innerrhoden, alsmede grote delen van het kanton Sankt Gallen samen tot het kanton Säntis. Ook het baljuwschap Rheintal werd bij het kanton Säntis gevoegd. Het kanton Säntis bezat geen autonomie, maar was onderdeel van de gecentraliseerde eenheidsstaat de Helvetische Republiek. In de herfst van 1798 kwam de bevolking van het nieuwe kanton in opstand. Het Franse leger viel daarop het kanton binnen en bezette Appenzell, de voornaamste plaats. In oktober 1799 vielen de Fransen voor een tweede maal het kanton Säntis binnen en straften de bevolking door middel van hoge belastingen.
In mei 1801 kreeg de Helvetische Republiek een meer federalistisch gekleurde grondwet en kreeg het kanton Säntis enige autonomie. In 1802 kwam er in praktijk een einde aan het kanton Säntis en kreeg Appenzell Innerrhoden een voorlopig bestuur onder Landammann Anton Josef Hersche. Napoleon Bonaparte, de Franse heerser, wilde dat de rust en de orde in Zwitserland terugkeerden en vaardigde op 19 februari 1803 de Mediationsakte uit. De oude orde werd hersteld en het kanton Säntis werd opgeheven. De laatste Landammann David von Gonzenbach verloor zijn baan. Op 24 april 1803 werd Karl Franz Bischofberger tot Landammann. Hij was ook al vele malen Landammann vóór de Franse inval.
Tijdens de Mediationstijd die van 1803 tot 1813 duurde werden de toestand van vóór 1798 grotendeels hersteld. Maar er kwamen ook veranderingen. Een van die veranderingen was dat er, voor die tijd, moderne wegen werden aangelegd. Ook de medische verzorging werd verbeterd.

## Van 1815 tot heden
In 1813 en 1814 vertrokken de Fransen uit Zwitserland en in 1814 werd er een nieuwe grondwet geschreven voor het kanton Appenzell Innerrhoden. Deze grondwet werd in juli 1814 ingevoerd. Deze grondwet benadrukte de kantonnale autonomie en het Katholicisme als enige godsdienst in het kanton. Daarnaast werd de status van de twee enclaves, Hirschberg en Oberegg, die in Ausserrhoden liggen, nauw omschreven. Als een van de laatste kantons keurde Innerrhoden op 21 mei 1815 het Bondsverdrag goed. Hierbij beloofde Innerrhoden plechtig deel te blijven uitmaken van het Eedgenootschap en geen allianties te zullen aangaan die de eenheid van het Eedgenootschap zullen bedreigen.
In de jaren 10 en 20 van de negentiende eeuw lag de macht van het kanton in de handen van de Landammänner Karl Franz Josesph Anton Bischofberger (zoon van de in 1807 overleden Karl Franz Bischofberger) en Johann Anton Brülmann. Beide heren behoorden tot het restauratieve kamp en waren dus bijzonder conservatief. In de jaren 20 ontstond een kleine, maar actieve oppositiegroep. Deze oppositiegroep streefde democratische hervormingen na. In 1828 koos de Landsgemeinde een regering die vooral uit hervormingsgezinden bestond. Er werden vooral hervormingen op staatkundig vlak doorgevoerd. Deze hervormingsgezinden waren echter geen liberalen maar gematigde conservatieven. Deze gematigde conservatieve bleven voorlopig aan de macht en voerden in de jaren 30 en 40 van de negentiende eeuw enkele belangrijke sociale hervormingen door, zoals de bouw van een armenhuis (1841) om de straatbedelarij tegen te gaan.

### Neutraliteit

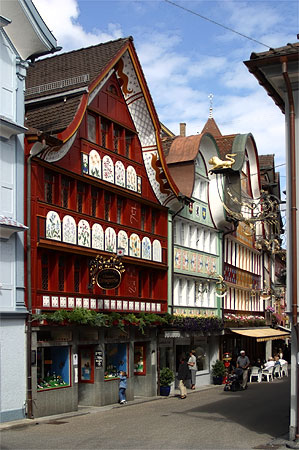
Traditionele vakwerkhuisjes in de stad Appenzell

De gematigde regering van Innerrhoden moest echter niets weten van een herziening van het bondsverdrag in liberale zin. Zij waren vooral bang dat dit ten koste ging van de autonomie van de kantons. Verder moest men niets weten van de vrijheidsideeën op het gebied van godsdienst. De machtige politicus en later Landammann Josef Anton Fässler, een gematigde Katholieke conservatief trok in 1841 fel van leer tegen de leiding van het kanton Aargau omdat zij de kloosters sloot. Toch wilden Fässler en de zijnen zich niet aansluiten bij de in 1845 opgerichte Sonderbund, dit vooral vanwege strategische redenen. Zeker nadat Sankt Gallen was losgeweekt uit de Sonderbund. Innerrhoden was nu omsingeld door kantons die tegen de Sonderbund waren (Sankt Gallen, Ausserrhoden). Daar kwam bij dat de regering van Innerrhoden ervan uitging dat bij een burgeroorlog de Sonderbund zou verliezen.
In november 1847 vond de Sonderbund-oorlog plaats. Behalve Innerrhoden, was ook het kanton Bazel-Stad neutraal. De burgeroorlog werd verloren door de Rooms-katholieke kantons van de Sonderbund. De conservatieve regeringen in de verslagen kantons werden vervangen door (min of meer) liberale, maar in Innerrhoden was dit niet het geval. Dankzij de strikte neutraliteitspolitiek kon Landammann Fässler gewoon aanblijven. Tot het einde van de jaren 50 bleven de conservatieven stevig in het zadel. De conservatieve Landammänner Johann Baptist Dähler en Fässler bepaalden de politiek van Innerrhoden, die vooral gericht was op het behoud van de kantonnale autonomie. Eind jaren 50 kwam hier enige verandering in toen er een aantal liberalen in de Grote Raad en de regering werden gekozen. Er kwamen zelfs liberale Landammänner, zoals Johann Baptist Rechsteiner. Andere liberale politici waren Johann Baptist Kölbener en Carl Justin Sonderegger.
De liberaal-conservatieven onder Rechsteiner en Johann Baptist Emil Rusch zorgden ervoor dat Appenzell Innerrhoden in 1872 een liberale grondwet kreeg. Deze grondwet is, afgezien van enige wijzigingen, nog steeds van kracht. Voorts werden in de tweede helft van de negentiende eeuw het onderwijs en de rechtspraak hervormd. (In 1899 werd de strafrechthervorming voltooid.) In 1872 werd foltering afgeschaft. Rond de eeuwwisseling werd de infrastructuur verbeterd en werden er spoorwegen aangelegd.
Vanaf het begin van de twintigste eeuw worden er geen noemenswaardige hervormingen meer doorgevoerd en al gauw blijkt Appenzell Innerrhoden het meest conservatieve kanton van Zwitserland.

## Vrouwenkiesrecht
Appenzell Innerrhoden was in 1991 het laatste kanton in Zwitserland waar het vrouwenkiesrecht werd ingevoerd. In 1973, 1982 en 1990 stemden de mannen tijdens de Landsgemeinde tegen het vrouwenkiesrecht. Later in 1990 oordeelde een rechtbank in Lausanne dat het ontbreken van vrouwenkiesrecht in Appenzell Innerrhoden in strijd is met de grondwet. Tijdens de Landsgemeinde van 1991 stemde een meerderheid van de mannen echter voor het invoeren van het vrouwenkiesrecht.